# بي إم دبليو زد 4
بي إم دبليو زد 4 (بالإنجليزية: BMW Z4)‏ هي سيارة من تصنيع شركة بي إم دبليو. يرمز Z إلى zukunft (المستقبل بالألمانية). وقد تم إنتاجه في أربع سلاسل مختلفة بستة أجيال تتكون من سيارات رودستر و كوبيه وسيارات رياضية